# Dwojakowy Żleb

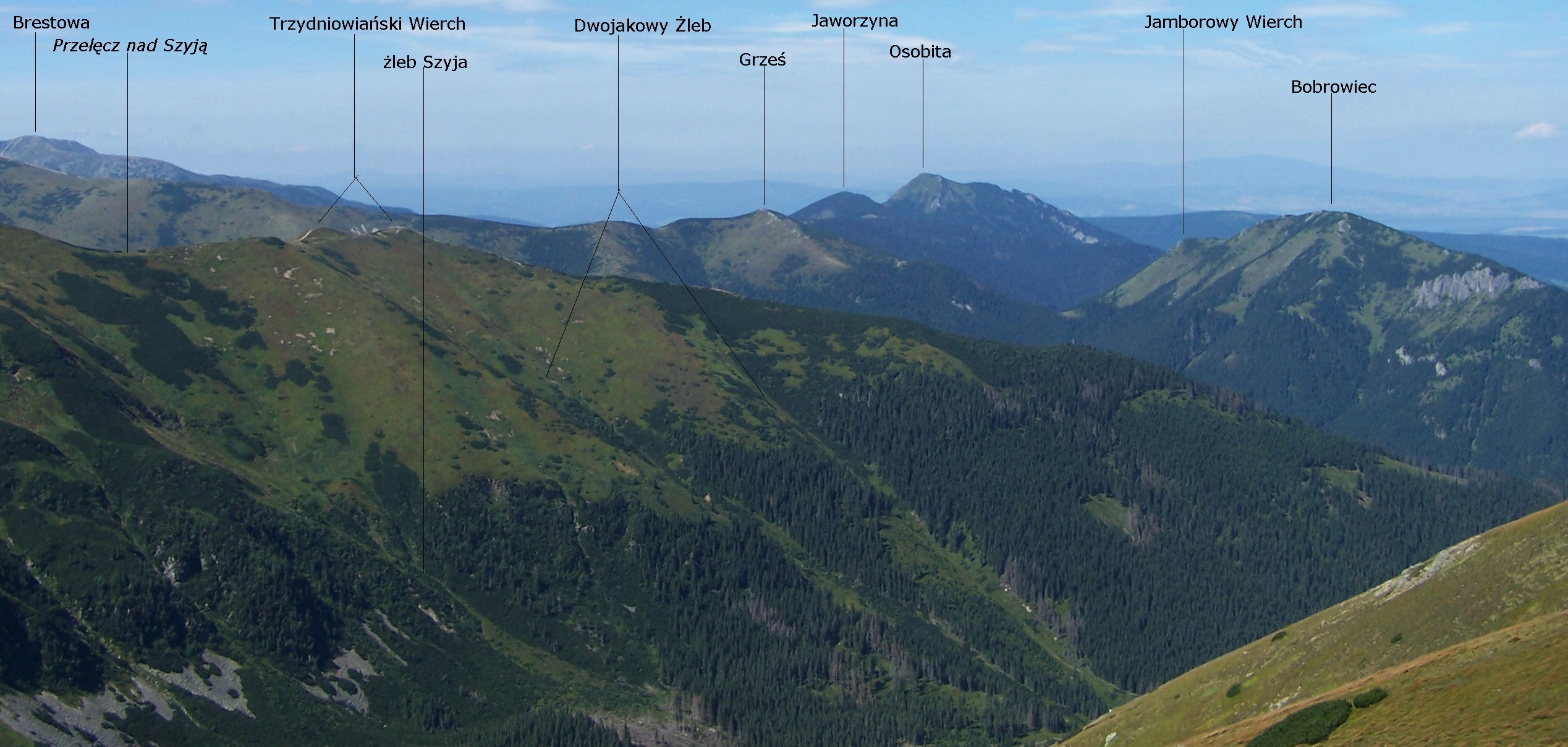
Widok z Suchego Wierchu Ornaczańskiego

Dwojakowy Żleb – żleb na wschodnich stokach Trzydniowiańskiego Wierchu w polskich Tatrach Zachodnich. Opada do Doliny Starorobociańskiej w połowie jej długości. Jego wylot znajduje się w tym samym miejscu, co wylot sąsiedniego na północ Wydartego Żlebu. Górą Dwojakowy Żleb rozgałęzia się na dwa ramiona. Żlebem spływa niewielki potok uchodzący do Starorobociańskiego Potoku. Zimą żlebem schodzą lawiny.
Koryto i górna część otoczenia Dwojakowego Żlebu są trawiaste. Dawniej były to tereny pasterskie Hali Stara Robota.